# Рудый, Вацлав Адольфович
Вацлав Адольфович Рудый (4 октября 1936, Колечицы, Барановичская область — 13 мая 1994, Щучин, Гродненская область) — советский хозяйственный и государственный деятель, Герой Социалистического Труда (1977).

## Биография
Родился 4 октября 1936 года в деревне Колечицы Щучинского района Белорусской ССР. Член КПСС.
В 1955—1958 — военнослужащий Советской армии.
В 1958—1966 — плотник СУ-50.
В 1966—1994 — бригадир комплексной бригады передвижной механизированной колонны № 26 управления «Гродносельстрой» Министерства сельского строительства Белорусской ССР.
Указом Президиума Верховного Совета СССР от 12 мая 1977 года присвоено звание Героя Социалистического Труда с вручением ордена Ленина и золотой медали «Серп и Молот».
Депутат Верховного Совета Белорусской ССР 9-го созыва. Делегат XXV съезда КПСС.
Умер в 1994 году в Щучине.

## Награды и звания
- Герой Социалистического Труда (12.05.1977)
- Орден Ленина (12.05.1977)
- Орден Трудового Красного Знамени (07.05.1971)